# Persephonaster celebensis
Persephonaster celebensis is een kamster uit de familie Astropectinidae.
De wetenschappelijke naam van de soort werd in 1921 gepubliceerd door Ludwig Döderlein.